# Csaba Köves
Csaba Köves (Budapest, 27 de octubre de 1966) es un deportista húngaro que compitió en esgrima, especialista en la modalidad de sable.
Participó en tres Juegos Olímpicos de Verano, obteniendo dos medallas de plata (ambas en la prueba por equipos), en Barcelona 1992 (junto con Bence Szabó, György Nébald, Péter Abay e Imre Bujdosó) y en Atlanta 1996 (con József Navarrete y Bence Szabó), y el quinto lugar en Sídney 2000, también por equipos.
Ganó seis medallas en el Campeonato Mundial de Esgrima entre los años 1990 y 1997, y una medalla de plata en el Campeonato Europeo de Esgrima de 1993.

## Palmarés internacional
| Juegos Olímpicos   | Juegos Olímpicos            | Juegos Olímpicos  | Juegos Olímpicos  |
| Año                | Lugar                       | Medalla           | Prueba            |
| ------------------ | --------------------------- | ----------------- | ----------------- |
| 1992               | Barcelona (España)          | Medalla de plata  | Sable por equipos |
| 1996               | Atlanta (Estados Unidos)    | Medalla de plata  | Sable por equipos |
| Campeonato Mundial |                             |                   |                   |
| Año                | Lugar                       | Medalla           | Prueba            |
| 1990               | Lyon (Francia)              | Medalla de plata  | Sable por equipos |
| 1991               | Budapest (Hungría)          | Medalla de oro    | Sable por equipos |
| 1993               | Essen (Alemania)            | Medalla de oro    | Sable por equipos |
| 1994               | Atenas (Grecia)             | Medalla de plata  | Sable por equipos |
| 1995               | La Haya (Países Bajos)      | Medalla de bronce | Sable por equipos |
| 1997               | Ciudad del Cabo (Sudáfrica) | Medalla de bronce | Sable por equipos |
| Campeonato Europeo |                             |                   |                   |
| Año                | Lugar                       | Medalla           | Prueba            |
| 1993               | Linz (Austria)              | Medalla de plata  | Sable individual  |